# 阿朗格阿耶姆
阿朗格阿耶姆（Alangayam），是印度泰米尔纳德邦Vellore县的一个城镇。总人口16846（2001年）。

## 人口
该地2001年总人口16846人，其中男性8384人，女性8462人；0—6岁人口2148人，其中男1070人，女1078人；识字率63.04%，其中男性为70.83%，女性为55.33%。